# Московский великокняжеский свод (1479)
Московский великокняжеский свод 1479 года — русская летопись последней четверти XV века, по мнению учёных, составившая основу всего официального русского летописания конца XV—XVI века.

## Текстология и содержание
Существование летописи установил А. А. Шахматов, который исследовал компилятивную Архивскую (так называемую Ростовскую) летопись и показал, что её первая половина, до 1479 года, совпадает с более поздним общерусским летописанием (Воскресенской летописью и др.), в то время как вторая — с поздними версиями Новгородской четвертой летописью, типа Новгородской летописи Дубровского. В Архивской летописи свод 1479 года сохранился в соединении с Новгородским сводом 1539 года. Позднее Шахматов открыл свод в отдельном виде — Эрмитажный список XVIII века.
Текст летописи состоит из двух частей. В первой до 1418 года в наиболее полном виде отражена особая обработка свода 1448 года — источника Софийской первой летописи, или обработка самой Софийской первой летописи. Эта обработка отразилась также в Ермолинской летописи. Данный общий протограф свода 1479 года и Ермолинской летописи был установлен А. Н. Насоновым. Насонов определял его как «Свод Феодосия Филиппа», составленный между 1464 и 1472 годами. Я. С. Лурье датирует его 1470-ми годами, перед составлением свода 1479 года. Свод 1448 года (или сама Софийская первая летопись) был дополнен на всем протяжении по общерусской летописи конца XIV — начала XV века, близкой Лаврентьевской и Троицкой летописям, или по самой Троицкой летописи, по южнорусской летописи, в отдельных местах совпадающей с Ипатьевской летописью, а также по особому владимирскому своду первых десятилетий XIII века. В сообщениях о московско-новгородских и московско-тверских взаимоотношениях свод 1479 года отошёл от «нейтральных» позиций свода 1448 года  и резко усилил московские тенденции. Свод 1479 года и его общий протограф с Ермолинской летописью, ещё существеннее, чем Никаноровская и Вологодско-Пермская летописи, сокращает библейские цитаты и религиозные сентенции, наследованные из их источников. Предполагается, что особая обработка свода 1448 года, положенная в основу свода 1479 года, произведена великокняжеским летописанием.
Первая часть свода 1479 года содержит ряд оригинальных статей, в частности, легендарный рассказ об убиении Батыя в Уграх (Повесть об убиении Батыя), который восходит к сочинению сербского агиографа Пахомия Серба, работавшего на Руси, и сказание о чуде в 1415 году при рождении великого князя Василия II, в основе которого лежат рассказы московского дьяка Стефана Бородатого.
Вторая часть свода 1479 года основана на великокняжеском летописании начала 1470-х годов, отразившемся также в Никаноровской и Вологодско-Пермской летописях и во фрагменте 1477 года, который сохранился в «Летописце от 72-х язык».
В отличие от редакций начала 1470-х годов и 1477 года, редакция, сохранившаяся в своде 1479 года, под 1477 годом включила подробный рассказ о Флорентийской унии, который был основан на Повести Симеона Суздальца, и тенденциозное известие, что в 1477 году Иван III самими новгородцами якобы был наделён титулом «государя», а затем новгородцы отреклись от своих слов. Свода 1479 года устранил характерное для Никаноровской и Вологодско-Пермской летописей дублирование известий о походе Едигея на Москву и Талыча на Новгород. Свод 1479 года содержит однократные и подробные рассказы об обоих этих событиях. В отличие от великокняжеского свода начала 1470-х годов, который лёг в основу Никаноровской и Вологодско-Пермской летописей, свод 1479 года не скрывает, что новгородцы в прежние времена изгоняли своих князей, и утверждает, что «таков бо бе обычай оканных смердов изменников». Такая тенденциозность связывается с тем, что в 1479 году Новгород был присоединён к Москве.
Более поздняя редакция свода 1479 года представлена в Московском великокняжеском летописном своде конца XV века. Текст свода 1479 года по Эрмитажному списку не издавался.